# Oulad Moumna
Oulad Moumna (franska: Oulad Moumna (CR), Oulad Moumna (Commune Rurale), arabiska: لمزوضية) är en kommun i Marocko.   Den ligger i provinsen Chichaoua och regionen Marrakech-Safi, i den centrala delen av landet, 400 km sydväst om huvudstaden Rabat. Antalet invånare är 7 137.